# Khalida Khalaf Hanna al-Twal

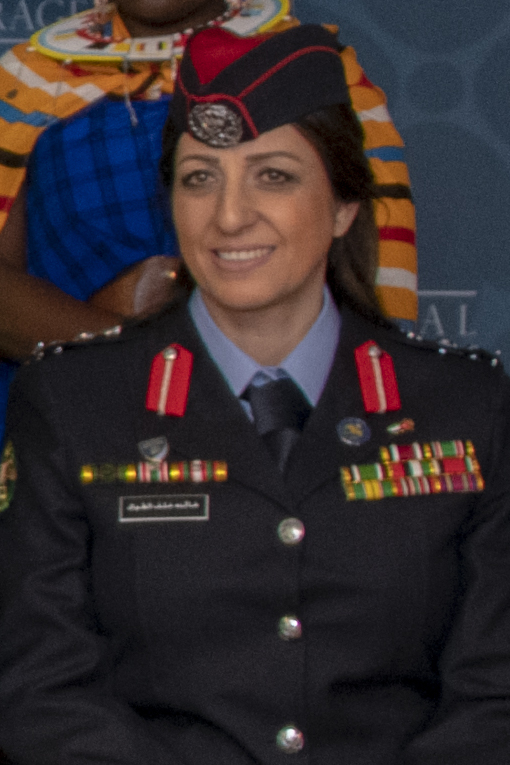
Khalida Khalaf Hanna al-Twal (2019)

Khalida Khalaf Hanna al-Twal (arabisch خالدة خلف حنا الطوال, DMG Ḫālida Ḫalaf Ḥannā aṭ-Ṭiwāl) ist eine jordanische Polizeibeamtin. Sie ist Oberst und Chefin der Frauenpolizei im Direktorat für Öffentliche Sicherheit. Als Mitglied der Jordanischen Nationalkommission für Frauen (JNCW) ist sie an der Gestaltung der Frauenpolitik des Landes und an der Umsetzung des Jordanischen Nationalen Aktionsplans für Frauen, Frieden und Sicherheit (JONAP) beteiligt. Sie erhielt 2019 den International Women of Courage Award des Außenministeriums der Vereinigten Staaten.

## Engagement und Ehrung
Am 7. März 2019 erhielt Khalida Khalaf Hanna al-Twal als zweite jordanische Frau nach der Menschenrechtsaktivistin Eva Abu Halaweh den „International Women of Courage Award“. Unter den zehn Ausgezeichneten des Jahres waren auch Frauen aus Bangladesch, Dschibuti und aus Montenegro. Der Preis wurde ihnen von Melania Trump und dem US-Außenminister Mike Pompeo verliehen.